# Bruno Arno
Bruno Arno, gebürtig Bruno Aron (* 22. Februar 1902 in Hamburg, Deutschland; † 10. Mai 1990 in Berlin) war ein deutscher Schauspieler, Kabarettist, Choreograph und Tänzer.

## Leben und Wirken
Bruno Aron, jüngerer Bruder von Siegfried Arno, begann seine Theaterlaufbahn mit acht Jahren in seiner Heimatstadt Hamburg. Dort sah man ihn am Thalia Theater und dem Harburger Stadttheater. Zwischen 1916 und 1932 spielte Arno durchgehend Theater, ab 1919 durchlief er eine dreijährige Ballettausbildung. 1922 wurde Arno in Berlin Ballettmeister am Theater in der Kommandantenstraße. 1927 verpflichtete ihn auch Max Reinhardt und ließ ihn Choreographien gestalten. 1929 berief man Arno zum künstlerischen Leiter von Haus Vaterland. Zu Beginn des darauffolgenden Jahrzehnts zeichnete Arno für die Choreographien des Metropol- und des Rose-Theaters zuständig.
Nahezu zeitgleich wie Siegfried trat Bruno Arno kontinuierlich vor die Kamera. 1924 zeichnete er für die Choreografie von Barfüßele verantwortlich; im Jahr darauf standen die Arno-Brüder in Die Frau für 24 Stunden gemeinsam vor der Kamera. Bruno Arnos Filmkarriere verlief jedoch weit weniger auffällig als die seines älteren Bruders. Oft ließ man ihn nur Tanzeinlagen geben. Das Jahr 1933 bedeutete für die jüdischen Arno-Brüder eine Zäsur. Siegfried floh vor den Nationalsozialisten sofort aus Deutschland, während Bruno noch bis 1935 in Berlin blieb. In diesem Jahr emigrierte er in die Schweiz. 1937 wanderte Bruno Arno nach Argentinien aus, wo er unter anderem am Casino-Theater von Buenos Aires auftrat. 1942 wurde er von Paul Walter Jacobs Freier Deutschen Bühne als Tänzer wie als Schauspieler fest angestellt.
1955 kehrte Bruno Arno erstmals wieder nach Deutschland zurück und trat zu Beginn des darauf folgenden Jahres mit seiner Schwägerin an den Hamburger Kammerspielen in der musikalischen Burleske Meine Nichte Susanne auf. Weitere Bühnenstationen Arnos waren Düsseldorf, Berlin und Köln. 1970 zog sich Bruno Arno ins Privatleben zurück und betätigte sich nur noch als Maler.

## Filmografie
- 1925: Die Frau für 24 Stunden
- 1926: Überflüssige Menschen
- 1926: Der Sohn des Hannibal
- 1927: Die Hochstaplerin
- 1927: Benno Stehkragen
- 1928: Gaunerliebchen
- 1928: Das Haus ohne Männer
- 1929: Erpresser
- 1930: Die vom Rummelplatz
- 1931: Die große Attraktion
- 1931: Das Geheimnis der roten Katze
- 1931: Holzapfel weiß alles
- 1933: Sag‘ mir wer du bist
- 1933: …und wer küßt mich?
- 1966: Die Nacht zum Vierten (Fernsehfilm)
- 1967: Frank V. – Die Oper einer Privatbank (Fernsehfilm)